# Eidetik
Eidetik (von griechisch εἶδος eîdos, deutsch ‚Ansehen, Gestalt‘, Bild) ist die Wissenschaft des Gesehenen. Der Begriff ist abgeleitet von Eidos.

## Beschreibung

### Philosophie
In der Philosophie, insbesondere in der Phänomenologie seit Edmund Husserl, ist Eidetik Denklehre: Die Lehre vom begrifflich allgemeinen Wesen, von den idealen Bedeutungen als eine anschaubare Gegebenheit. Zur phänomenologischen Methode gehört ebenfalls die eidetische Reduktion.

### Psychologie
Die psychologische Lehre der Eidetik begründete Viktor Urbantschitsch (1847–1921), Professor für Hals-, Nasen- und Ohrenheilkunde an der Universität Wien, mit seiner Veröffentlichung im Jahre 1907. Diese Grundlage wurde weiterentwickelt von Oswald Kroh (1887–1955) um die Fähigkeit, das Gesehene bildhaft-anschaulich wieder vor sich zu sehen als Anschauungsbilder; sie sind bei Jugendlichen eine normale Erscheinung; erhalten bleiben sie selten, vorwiegend bei künstlerischen Naturen. Sie wurde 1927 untersucht von Erich Rudolf Jaensch (1883–1940).
In der Psychologie bezeichnet Eidetik eine spezielle Qualität des Vorstellungsvermögens. Die Vorstellungen eines Eidetikers können so realistisch wie Wahrnehmungen sein, wobei er – im Gegensatz zum halluzinativen Erlebnis – weiß, dass seine Vorstellungen keine Wahrnehmungen sind. Differentialdiagnostisch sollten eidetische Vorstellungen von Halluzinationen abgegrenzt werden: Eine Wahrnehmung ohne eine äußere Wahrnehmungsquelle wäre demnach eine Halluzination.
Der Ausdruck eidetisches Gedächtnis wird fälschlicherweise oft für ein Synonym für das fotografische Gedächtnis gehalten.